# Cylindromyrmex
Cylindromyrmex es un género de hormigas de la subfamilia Cerapachyinae, familia Formicidae. 
Son especies de hormigas tropicales, especializadas en alimentarse de otras especies de hormigas.

## Especies deCylindromyrmex
Contiene 10 especies:
- Cylindromyrmex boliviae Wheeler, 1924
- Cylindromyrmex brasiliensis Emery, 1901
- Cylindromyrmex brevitarsus Santschi, 1925
- Cylindromyrmex darlingtoni Wheeler, 1937
- Cylindromyrmex godmani Forel, 1899
- Cylindromyrmex longiceps Andre, 1892
- Cylindromyrmex meinerti Forel, 1905
- Cylindromyrmex parallelus Santschi, 1932
- Cylindromyrmex schmidti Menozzi, 1931
- Cylindromyrmex striatus Mayr, 1870